# Monkey Island
Monkey Island je pětidílná série počítačových her od společnosti LucasArts. Všechny hry patří mezi grafické point and click adventury. Původní hra byla v roce 1990 vydána ve verzích pro Amigu, Atari ST, Macintosh a IBM PC (s grafikou EGA, později vydána nová verze na CD ROM, s grafikou VGA).
V herním příběhu se hlavní hrdina Guybrush Threepwood (rádoby pirát – pirát usmrkanec) snaží dostat do pirátské komunity, porazit pirátského ničemu LeChucka a v neposlední řadě také získat srdce guvernérky Elaine Marley.
Podle kritik a příznivců, série proslula neotřelým humorem – padnoucím do nevyzpytatelného a vykresleného pirátského prostředí, grafickým zpracováním, nápadem, poutavým příběhem i charismatickým a osobitým hlavním hrdinou, jež cele vytvořily humorem odlehčenou, nebývalou pirátskou atmosféru.

## Hry série
- The Secret of Monkey Island – 1990
- Monkey Island 2: LeChuck's Revenge – 1991
- The Curse of Monkey Island – 1997
- Escape from Monkey Island – 2001
- The Tales of Monkey Island – 2009

## Zajímavosti

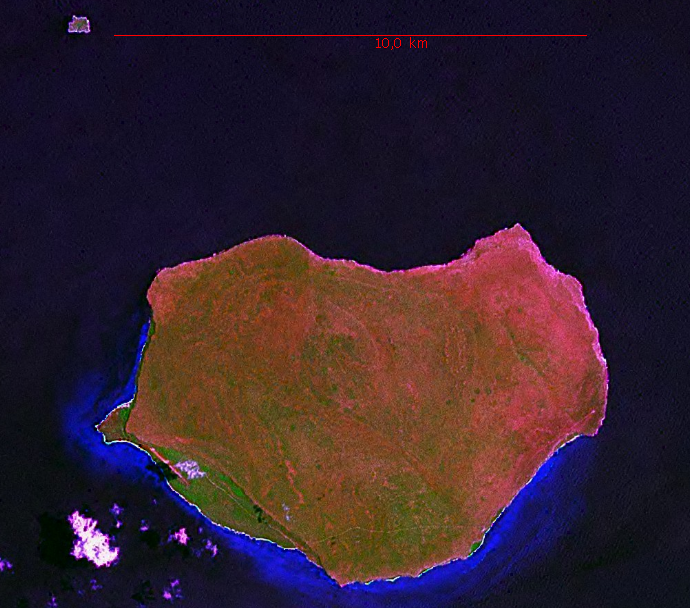
Isla de la Mona, součást Portorika

- Monkey Island neboli Opičí ostrov skutečně existuje. Po světě jich je několik, ale jen jeden leží v Karibiku. Ve skutečnosti se jmenuje Isla de la Mona (anglicky Mona Island) a leží 66 km západně od Portorika. Dle své rozlohy a polohy celkem přesně odpovídá Monkey Islandu ve hře.
- Jméno Guybrush v kalendáři nenajdete. Vzniklo Ronu Gilbertovi samo v grafickém programu, kde kreslil vzhled hlavní postavičky tak, že si soubor uložil jednoduše pod názvem Guy a program měl příponu .brush
- Piráti z Karibiku a Monkey Island[1]? U prvního dílu je možné si všimnout řady podobností (pirátská loď duchů, vzhled hlavního hrdiny,…) Ron Gilbert se inspiroval v jednom z Disneylandů[2] už v 80. letech
- V česku vznikla v roce 1994 parodie Tajemství Oslího ostrova